# كلينتون إف. لارسون
كلينتون إف. لارسون (بالإنجليزية: Clinton F. Larson)‏ هو شاعر أمريكي، ولد في 1919، وتوفي في 1994.